# Résolution d'équations différentielles par quadrature
Le problème de la résolution par quadrature pour une équation différentielle consiste à rechercher une écriture explicite pour les solutions de celle-ci. S'il existe un certain nombre d'équations classiques présentant des procédés de résolution systématique, une telle résolution est impossible en général.
Cette question est motivée par la confrontation à une série d'exemples provenant pour grande partie de l'application des mathématiques à la physique, la biologie, ... (seconde loi de Newton, équation de la chaleur, équation de propagation des ondes, ...).
De ce fait, un grand nombre de méthodes de résolution numérique des équations différentielles ont été développées pour obtenir des solutions approchées. Une autre direction d'analyse, initiée par Henri Poincaré en 1880, et qui se développera à partir du début du XXe siècle, est l'étude qualitative des équations différentielles[réf. souhaitée].

## Théorie de la résolution
La résolution explicite vise à écrire sous une forme analytique la solution à une équation différentielle. Plus précisément, étant donné une équation de la forme :
{\displaystyle F(t,x(t),x'(t),...,x^{(n)}(t))=0}
où x(t) varie dans un espace vectoriel topologique réel ou complexe E, on cherche une expression de x(t) suivant une condition initiale x(t0) et de la variable réelle t ne faisant intervenir que :
- des opérations algébriques ;
- des fonctions élémentaires ;
- des quadratures ;
- des inversions de difféomorphismes.

Le problème de la résolution explicite ne suppose pas a priori l'existence ou l'unicité d'une ou des solutions(s) recherchée(s).
Il peut être prouvé qu'une équation différentielle générique ne peut pas être résolue[réf. nécessaire]. L'ensemble des méthodes mises en place ne concernent que des familles données d'équations différentielles, dont la spécificité se justifie au niveau de leur(s) application(s) respective(s).

## Résolution par quadrature de certaines équations différentielles classiques
| Équations scalaires d'ordre un, sous forme résolue     | Équations scalaires d'ordre un, sous forme résolue                            | Équations scalaires d'ordre un, sous forme résolue                                                                           |
| ------------------------------------------------------ | ----------------------------------------------------------------------------- | --- |
| Équation à variables séparées                          | {\displaystyle y'=f(x)g(y)\,}                                                 | Soluble par primitivations et raccordements                                                                                  |
| Équation linéaire d'ordre un                           | {\displaystyle y'=a(x)y+b(x)\,}                                               | Soluble par changement de variable et primitivation                                                                          |
| Équation de Bernoulli                                  | {\displaystyle y'=a(x)y+b(x)y^{m}\,}                                          | Se ramène à une équation linéaire par changement de variable                                                                 |
| Équation de Riccati                                    | {\displaystyle y'=q_{0}(x)+q_{1}(x)y+q_{2}(x)y^{2}\,}                         | Soluble lorsqu'une solution particulière est connue (se ramène alors à une équation de Bernoulli par changement de variable) |
| Équation homogène                                      | {\displaystyle y'=f\left({\frac {y}{x}}\right)\,}                             | Se ramène à une équation à variables séparées par changement de variable                                                     |
| Équations scalaires d'ordre un, sous forme non résolue |                                                                               | |
| Équation incomplète                                    | {\displaystyle f(x,y')=0\,} ou {\displaystyle f(y,y')=0\,}                    | Soluble par paramétrage et primitivation                                                                                     |
| Équation homogène non résolue                          | {\displaystyle f\left({\frac {y}{x}},y'\right)=0\,}                           | Se ramène par paramétrage à une équation à variables séparées                                                                |
| Équation de Lagrange                                   | {\displaystyle y=a(y')x+b(y')\,}                                              | Soluble par changement de variable et raccordements                                                                          |
| Équation de Clairaut                                   | {\displaystyle y=xy'+f(y')\,}                                                 | Cas particulier du précédent                                                                                                 |
| Équations scalaires d'ordre supérieur à un             |                                                                               | |
| Équation linéaire à coefficients constants             | {\displaystyle a_{n}y^{(n)}+a_{n-1}y^{(n-1)}+\dots +a_{0}y=f(x)\,}            | Ramené à la résolution de l'équation caractéristique et à la méthode de variation des constantes                             |
| Équation d'Euler                                       | {\displaystyle a_{n}x^{n}y^{(n)}+a_{n-1}x^{n-1}y^{(n-1)}+\ldots +a_{0}y=f(x)} | Se ramène par changement de variable au cas des coefficients constants                                                       |
| Équation d'ordre deux                                  | {\displaystyle a(x)y''+b(x)y'+c(x)y=d(x)\,}                                   | Soluble si on connaît une solution particulière de l'équation homogène ; raccordements                                       |
| Équations vectorielles                                 |                                                                               | |
| Équation linéaire à coefficients constants             | {\displaystyle X'=AX+B(X)\,}                                                  | Ramené à un calcul d'exponentielle d'endomorphisme et à la méthode de variation des constantes                               |